# The Shaggs
The Shaggs je americká outsiderová skupina konce šedesátých let, složená ze tří sester Wigginových. Helen se s grácií postarala o bubny, Dorothy "Dot" o vokály a kytaru a nejmladší Rachel o kytaru basovou. Nápad na založení skupiny přišel od jejich otce Austina.

## Kariéra
Jejich jediné studiové album Philosophy of the World nahrané v roce 1969 je označováno za nejlepší nejhorší album hudební historie vůbec. Ihned po vydání se sestry začaly těšit velkému zájmu a pozornosti a do roku 1975 stihly spoustu živých vystoupení. V roce 1975 však otec Austin nešťastně zahynul a kapela skončila. I přesto, že ani jedna z nich neuměla zpívat, udržet rytmus ani pořádně hrát na nějaký z nástrojů, byly oceňovány i notoricky známými interprety jako např. Frankem Zappou či Kurtem Cobainem. The Shaggs nebyly součástí komerčního hudebního průmyslu v moderním kontextu, psaly písně, které naprosto ignorují veškeré standardní hudební nebo textové konvence. Je to hudba, která se prostě neřídí ničím jiným než konkrétními emocemi a duševními stavy protagonistek, absolutní absence jakékoli vypočítavosti nebo promyšlenosti, a spontaneita, kropená faktem, že neprobíhaly žádné formální či neformální zkoušky zaručuje skutečnou individuální kontrolu nad konečným výsledkem. Ryze, syrově a od srdce.
V pozdějších letech se vydalo i několik kompilačních alb, žádné už se však přílišnému úspěchu netěšilo.